# Depressaria
Depressaria is een geslacht van vlinders van de familie grasmineermotten (Elachistidae).

## Soorten
- D. absynthiella Herrich-Schäffer, 1865
- D. adustatella Turati, 1927
- D. albiocellata Staudinger, 1870
- D. albipunctella (Denis & Schiffermüller, 1775) – Witstipplatlijfje
- D. alienella Busck, 1904
- D. altaica Zeller, 1854
- D. angelicivora Clarke, 1952
- D. angustati Clarke, 1941
- D. aragonella Seebold, 1899
- D. armata Clarke, 1952
- D. artemisiae Nickerl, 1864
- D. artemisiella McDunnough, 1927
- D. assalella Chrétien, 1916
- D. atrostrigella Clarke, 1941
- D. aurantiella Tutt, 1893
- D. badiella (Hübner, 1796) – Heideplatlijfje
- D. basicostata Matsumura, 1931
- D. beckmanni Heinemann, 1870
- D. besma Clarke, 1947
- D. betina Clarke, 1947
- D. bruneella Ragonot, 1874
- D. bupleurella Heinemann, 1870
- D. campestrella Chrétien, 1896
- D. caucasica Christoph, 1877
- D. cervicella Herrich-Schäffer, 1854
- D. cinderella Corley, 2002
- D. cinereocostella Clemens, 1863
- D. clausulata Meyrick, 1911
- D. colossella Caradja, 1920
- D. compactella Caradja, 1920
- D. conspersa Matsumura, 1931
- D. constancei Clarke, 1947
- D. corticinella Zeller, 1854
- D. chaerophylli Zeller, 1839 – Kervelplatlijfje
- D. chlorothorax Meyrick, 1921
- D. danilevkyi Lvovsky, 1981
- D. daucella (Denis & Schiffermüller, 1775) – Karwijplatlijfje
- D. daucivorella Ragonot, 1889
- D. delphinias Meyrick, 1935
- D. depressana (Fabricius, 1775) – Klein peenplatlijfje
- D. depressella Hübner, 1810
- D. despoliatella Erschoff, 1874
- D. deverrella Chrétien, 1915
- D. dictamnella (Treitschke, 1835)
- D. discipunctella Herrich-Schäffer, 1854 – Sober platlijfje
- D. djakonovi Lvovsky, 1981
- D. douglasella Stainton, 1849 – Bont platlijfje
- D. dracunculi Clarke, 1933
- D. duplicatella Chrétien, 1916
- D. edmondsii Butler, 1883
- D. eleanorae Clarke, 1941
- D. emeritella Stainton, 1849 – Witrugplatlijfje
- D. erinaceella Staudinger, 1870
- D. eryngiella Millière, 1881
- D. filipjevi Lvovsky, 1981
- D. floridella Mann, 1864
- D. frustratella Rebel, 1936
- D. fuscipedella Chrétien, 1916
- D. fuscovirgatella Hannemann, 1967
- D. gallicella Chretien, 1908
- D. genistella Walsingham, 1903
- D. halophilella Chretien, 1908
- D. heydenii Zeller, 1854
- D. hirtipalpis Zeller, 1854
- D. hofmanni Stainton, 1861
- D. homogenes Meyrick, 1920
- D. hystricella Moschler, 1860
- D. iliensis Rebel, 1936
- D. illepida Hannemann, 1958
- D. incognitella Hannemann, 1990
- D. indecorella Rebel, 1917
- D. indelibatella Hannemann, 1971
- D. irregularis Matsumura, 1931
- D. jugurthella (Lucas, 1848)
- D. juliella Busck, 1908
- D. karmeliella Amsel, 1935
- D. kasyi Hannemann, 1976
- D. keltella Amsel, 1935
- D. kollari Zeller, 1854
- D. kondarella Lvovsky, 1981
- D. krasnowodskella Hannemann, 1953
- D. lacticapitella Klimesch, 1942
- D. latisquamella Chrétien, 1922
- D. leptotaeniae Clarke, 1933
- D. leucocephala Snellen, 1884
- D. leucostictella Rebel, 1917
- D. libanotidella Schlager, 1849
- D. longipennella Lvovsky, 1981
- D. macrotrichella Rebel, 1917
- D. manglisiella Lvovsky, 1981
- D. marcella Rebel, 1901
- D. millefoliella Chretien, 1908
- D. moranella Chretien, 1907
- D. moya Clarke, 1947
- D. multifidae Clarke, 1933
- D. nemolella Svensson, 1982
- D. niphosyrphas Meyrick, 1931
- D. nomia Butler, 1879
- D. olerella Zeller, 1854
- D. orthobathra Meyrick, 1918
- D. panurga Meyrick, 1920
- D. parahofmanni Hannemann, 1958
- D. pastinacella Duponchel, 1838
- D. pavoniella Amary, 1840
- D. peniculatella Turati, 1922
- D. pentheri Rebel, 1904
- D. peregrinella Hannemann, 1967
- D. petronoma Meyrick, 1934
- D. pimpinellae Zeller, 1839 – Bevernelplatlijfje
- D. plaousella Clarke, 1941
- D. platyaeniella Hannemann, 1977
- D. prospicua Meyrick, 1914
- D. pteryxiphaga Clarke, 1952
- D. pulcherrimella Stainton, 1849 – Klein platlijfje
- D. radiata Staudinger, 1880
- D. radiella (Goeze, 1783) – Groot platlijfje
- D. radiosquamella Walsingham, 1898
- D. rebeli Hering, 1935
- D. reichlini Heinemann, 1870
- D. reticulatella Bruand, 1850
- D. rhodochlora Meyrick, 1923
- D. rhodoscelis Meyrick, 1920
- D. rubripalpella Chrétien, 1922
- D. rubripunctella Amsel, 1935
- D. rungsiella Hannemann, 1953
- D. ruticola Christoph, 1873
- D. schaidurovi Lvovsky, 1981
- D. schellbachi Clarke, 1947
- D. semenovi Krulikovski, 1903
- D. sibirella Lvovsky, 1981
- D. silesiaca Heinemann, 1870
- D. sordidatella Tengstrom, 1848 – Grauw platlijfje
- D. spectrocentra Meyrick, 1935
- D. sphondiliella Bruand
- D. subalbipunctella Lvovsky, 1981
- D. subhirtipalpis Hannemann, 1958
- D. subnervosa Oberthür, 1888
- D. tabghaella Amsel, 1935
- D. tenebricosa Zeller, 1854
- D. togata Walsingham, 1889
- D. uhrykella Fuchs, 1903
- D. ultimella Stainton, 1849 – Torkruidplatlijfje
- D. ululana Rossler, 1866
- D. varzobella Lvovsky, 1982
- D. velox Staudinger, 1859
- D. veneficella Zeller, 1847
- D. venustella Hannemann, 1990
- D. whitmani Clarke, 1941
- D. yakimae Clarke, 1941
- D. zelleri Staudinger, 1879